# Умершие в июле 1999 года
Это список известных людей, соответствующих установленным критериям значимости (см. Википедия:Критерии значимости персоналий), умерших в июле 1999 года.
Причина смерти указывается лишь в исключительных случаях (убийство, самоубийство, гибель в результате военных действий, смертная казнь, ДТП или несчастные случаи). В остальных случаях — не указывается.
- 1 июля — Виктор Чебриков (76) — советский партийный и государственный деятель, председатель КГБ СССР (1982—1988), член Политбюро ЦК КПСС (1985—1989), секретарь ЦК КПСС (1988—1989), генерал армии.
- 1 июля — Гай Митчелл (72) — американский поп-певец югославского происхождения, имевший большой международный успех в 50-х годах.
- 1 июля — Сильвия Сидни (88) — американская актриса, обладательница премии «Золотой глобус», номинантка на «Оскар».
- 2 июля — Марио Пьюзо (78) — американский писатель, критик, сценарист, автор сценария к фильму «Крёстный отец».
- 3 июля — Абрам Бунимович (81) — советский и российский учёный в области механики. Доктор физико-математических наук.
- 3 июля — Ибрагим Гасанбеков (29) — российский футболист, нападающий.
- 3 июля — Пелагея Кочина (100) — советский физик-гидродинамик, академик Академии наук СССР.
- 4 июля — Теодозия Брыж (70) — украинский скульптор.
- 5 июля — Аркадий Гребенёв (79) — майор Советской Армии, участник Великой Отечественной войны, Герой Советского Союза.
- 6 июля — Хоакин Родриго (97) — испанский композитор, один из крупнейших деятелей испанской музыки XX века.
- 7 июля — Йонас Авижюс (77) — литовский советский писатель, прозаик, народный писатель Литовской ССР.
- 8 июля — Олимпиада Агакова (80) — советская и российская чувашская певица.
- 8 июля — Чарлз Конрад (69) — американский астронавт, третий человек, ступивший на поверхность Луны; мотоциклетная авария.
- 9 июля — Пётр Непорожний (88) — министр энергетики СССР.
- 10 июля — Эдуард Егорян (45) — бывший депутат парламента Армении.
- 11 июля — Владимир Новиков (77) — Герой Советского Союза.
- 13 июля — Михаил Воронков (89) — Герой Советского Союза.
- 13 июля — Мухамедназар Гапуров (77) — советский партийный деятель, первый секретарь ЦК Компартии Туркменской ССР.
- 13 июля — Евгений Горянский (70) — советский футболист и футбольный тренер.
- 13 июля — Евгений Дементьев (79) — Герой Советского Союза.
- 13 июля — Валентин Орлянкин (93) — советский кинооператор.
- 14 июля — Алексей Барвинский (75) — капитан Рабоче-крестьянской Красной Армии.
- 15 июля — Александр Болдырев (76) — Герой Советского Союза.
- 15 июля — Лия Предтеченская (76) — советский и российский педагог.
- 15 июля — Леонид Хомяков (74) — Герой Советского Союза.
- 16 июля — Григорий Григорьян (76) — Полный кавалер Ордена Славы.
- 16 июля — Джон Кеннеди (младший) (англ. John Fitzgerald Kennedy, Jr.) (38) — американский журналист, адвокат, сын 35-го Президента США Джона Кеннеди; авиакатастрофа[1].
- 16 июля — Алексей Мурашев (79) — Герой Советского Союза.
- 16 июля — Валентин Сидоров (67) — поэт, писатель, учёный.
- 17 июля — Иван Аксенчук (80) — советский режиссёр-мультипликатор, художник-мультипликатор.
- 17 июля — Орест Мацюк (67) — украинский историк, архивист, знаток филиграни.
- 17 июля — Александр Мироненко (81) — Герой Советского Союза.
- 18 июля — Василий Параскун (75) — Полный Кавалер Ордена Славы, участник Великой Отечественной войны, советский агроном.
- 19 июля — Константин Седов (81) — доктор медицинских наук.
- 20 июля — Сандра Гулд (82) — американская актриса театра, кино и телевидения.
- 20 июля — Александр Суров (84) — Герой Советского Союза.
- 21 июля — Дзюн Это (66) — японский литературный критик и писатель; самоубийство.
- 22 июля — Николай Калитеевский (82) — российский физик.
- 22 июля — Гар Самуэльсон (41) — американский барабанщик, член треш-метал группы Megadeth в 1984—1987 годах; печёночная недостаточность.
- 23 июля — Умирбек Джолдасбеков (68) — учёный-механик, академик АН КазССР.
- 23 июля — Келвин Ланкастер (74) — американский экономист австралийского происхождения, ветеран Второй мировой войны.
- 23 июля — Дмитрий Тертышный (22) — профессиональный российский хоккеист, защитник.
- 23 июля — Хасан II (70) — король Марокко с 3 марта 1961 года.
- 24 июля — Владимир Алексеев (86) — Герой Советского Союза.
- 24 июля — Иван Депутатов (76) — советский офицер, мастер танкового боя в годы Великой Отечественной войны, Герой Советского Союза.
- 25 июля — Наталья Андросова (82) — праправнучка Николая I.
- 25 июля — Корюн Нагапетян (73) — активный участник и лидер движения художников — нонконформистов.
- 26 июля — Ириней (Зуземиль) (80) — епископ Русской православной церкви, митрополит Венский и Австрийский.
- 27 июля — Александр Данилович Александров (86) — советский и российский математик, академик Академии наук СССР с 1964 и Российской академии наук с 1991, ректор Ленинградского государственного университета (1952—1964).
- 27 июля — Игорь Кривохатский (76) — советский украинский режиссёр-документалист.
- 27 июля — Иван Кузёнов (77) — Герой Советского Союза.
- 27 июля — Сергей Нестеров (77) — Герой Советского Союза.
- 27 июля — Михаил Орлов (76) — Герой Советского Союза.
- 27 июля — Андрей Труд (77) — Герой Советского Союза.
- 28 июля — Тамара Константинова (79) — Герой Советского Союза.
- 28 июля — Григорий Скирута (86) — Герой Советского Союза.
- 28 июля — Георгий Рерберг (61) — советский и российский кинооператор, заслуженный деятель искусств РСФСР (1980), народный артист РСФСР.
- 28 июля — Трюгве Ховельмо (87) — норвежский экономист, лауреат Нобелевской премии по экономике (1989).
- 28 июля — Леонид Чесноков (79) — Герой Советского Союза.
- 29 июля — Роман Бабушкин (80) — Герой Советского Союза.
- 29 июля — Анатолий Соловьяненко (66) — украинский оперный певец (лирико-драматический тенор), народный артист СССР; Герой Украины (2008).
- 29 июля — Николай Щукин (75) — советский эстрадный артист.
- 30 июля — Аркадий Руднов (77) — Герой Советского Союза.
- 31 июля — Вениамин Блаженный (77) — русский советский поэт (жил в Белоруссии).
- 31 июля — Игнатий Дятлов (74) — Герой Советского Союза.